# Ústecký kraj (1948–1960)
Ústecký kraj byl správní celek v Československu, který existoval v letech 1948–1960. Jeho centrem bylo Ústí nad Labem. Kraj měl rozlohu 4 144 km².

## Historický vývoj
Vznikl v severozápadních Čechách dne 24. prosince 1948 na základě zákona o krajském zřízení, podle kterého bylo k 31. prosinci 1948 zrušeno zemské zřízení. Krajský národní výbor byl zřízen k 1. lednu 1949. Od 1. února 1949 se Ústecký kraj členil na 13 okresů. Kraj byl zrušen k 30. červnu 1960 podle zákona o územním členění státu, podle kterého vznikly nové kraje. Území Ústeckého kraje bylo tehdy zahrnuto převážně do Severočeského kraje.
Území někdejšího Ústeckého kraje tvoří od roku 2000 většinu území samosprávného Ústeckého kraje.

## Administrativní členění
Kraj se členil na 13 okresů: Bílina, Děčín, Duchcov, Horní Litvínov, Chomutov, Litoměřice, Louny, Lovosice, Most, Roudnice, Teplice, Ústí nad Labem a Žatec.